# Zagros Ensemble
Zagros Ensemble är en finländsk projektbaserad nymusikensemble. 
Zagros Ensemble grundades 1993 på initiativ av Korvat auki-föreningen för främjandet av, i första hand, ny inhemsk musik. Ensemblen bestod ursprungligen av 18 studerande vid Sibelius-Akademin med John Storgårds som dirigent. Ensemblen vann den första Uussoitto-ensembletävlingen vid Tammerforsbiennalen 1996. Ensemblen uppstod som komplement till kammarorkestern Avanti! och har liksom denna gjort sig känd för sin stilistiska flexibilitet. Talrika uruppföranden av inhemska verk samt Finlandspremiärer på utländsk repertoar.